# Catocala adoptiva
Catocala adoptiva là một loài bướm đêm trong họ Erebidae.